# Tigris
Tigris (turecky Dicle Nehri, kurdsky Dîjle, arabsky دجلة‎, Didžla) je řeka v Turecku a Iráku a také částečně tvoří jejich hranici se Sýrií. V minulosti z východu ohraničovala starověké území Mezopotámie (na západě Eufrat – název „Mezopotámie“ pochází z řeckého slova znamenajícího země mezi řekami). Je 1 750 km dlouhá, z čehož 523 km připadá na Turecko včetně hraničních úseků. Povodí má rozlohu 258 000 km². Pramení ve Východní Anatolii, protéká přes planinu Džezire a značnou částí Mezopotamské nížiny. V Iráku se stéká s  Eufratem a vytváří s ním řeku Šatt al-Arab, která se nedlouho poté vlévá do Perského zálivu.

## Průběh toku

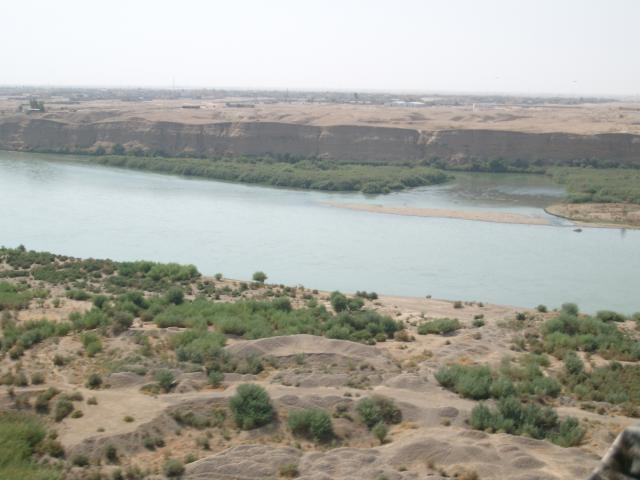
Tigris v Mosulu

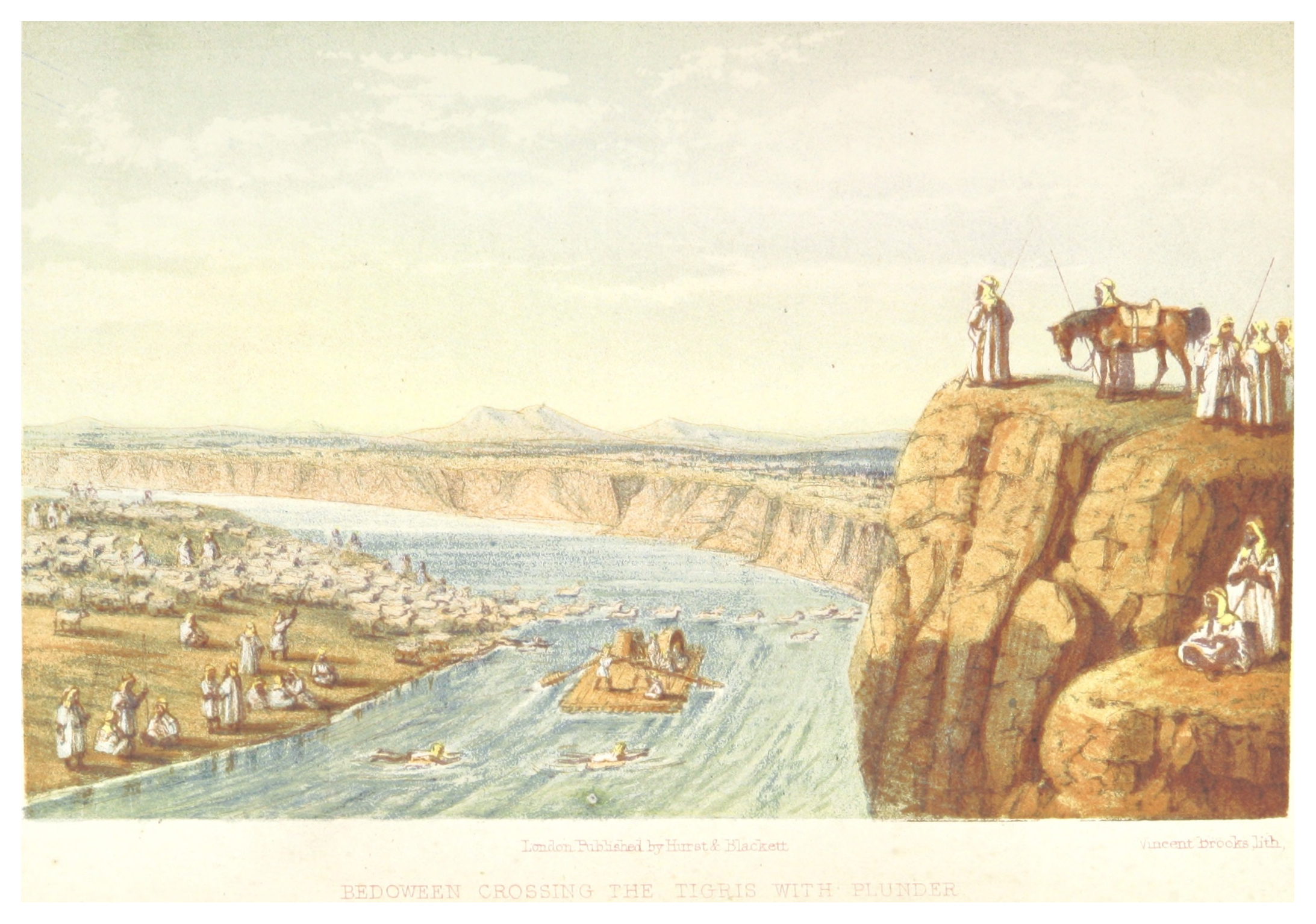
Tigris (1860)

Pramení v pohoří Güneydoğu Toroslar, tedy Jihovýchodní Taury, konkrétně v části Maden Dağları pod Hazarbaba Dağı. Vytéká z východního konce jezera Hazar Gölü (1 244 m) v provincii Elâziğ a teče k jihovýchodu. Zpočátku nese název Bahru Deresi, resp. Behremaz Deresi (deresi znamená turecky řeka). Ve výšce asi 770 m napájí nádrž Kralkızı Barajı a přibírá vody několika přítoků, zejména Berkilin Çayı. Odsud dál už nese jméno Dicle.
V Turecku Tigris protéká provinciemi Elâziğ, Diyarbakır, Batman, Siirt, Mardin a Şirnak; nejdůležitějším městem na řece je Diyarbakır. Pod Cizre se Tigris stává nakrátko hraniční řekou mezi Tureckem a Sýrií, pak mezi Sýrií a Irákem a nakonec pokračuje do iráckého vnitrozemí. Celková délka tureckého toku je 523 km.
V Iráku protéká (nebo tvoří hranici) provinciemi Nīnawā, At-Tamīm, Salāhuddīn, Diyāla, Baghdād, Wāsitt, Maysān a Bassrah. Nejdůležitějšími městy na trase jsou Mosul, Bagdád a Basra, na jejímž začátku už se ale Tigris spojuje s Eufratem a vzniká Šatt al-Arab.

### Přítoky
Hlavní přítoky jsou Velký a Malý Záb, Dijála, Kerche, všechny zleva.

## Vodní režim
Zdroj vody je sněhový a dešťový s nejvyšší vodností na jaře (duben). Při současném dopadu srážek do Tigridu i jeho velkých levých přítoků vznikají katastrofické povodně. Na ochranu před nimi je velká část koryta řeky obehnána hrázemi. Část povodňových vod je odváděna kanálem do propadliny jezera Tartar, které leží severozápadně od Bagdádu mezi Eufratem a Tigridem. Při zaplnění propadliny může být povodní ohrožen i samotný Bagdád. V souvislosti s tím byl vybudovaný kanál Tartar-Eufrat (délka 37 km, maximální propustnost 1 100 m³/s), kterým odtékají přebytky vody z propadliny. Nejvyššího průtoku dosahuje Tigris na středním toku u Bagdádu průměrně 1 240 m³/s a maximálně 13 000 m³/s. Na dolním toku se vodnost snižuje v důsledku spotřeby vody na zavlažování a také se část vody ztrácí v bažinách. Podél řeky se na středním a dolním toku táhnou oázy.

## Využití
Řeka je splavná pro lodě s ponorem do 1,2 m do Bagdádu a při velké vodě až do Mosulu. Turecký tok je spoután několika přehradními hrázemi; nejnovější z nich, Ilısu, je značně kontroverzní projekt, protože vzniklá přehradní nádrž má zatopit i město Hasankeyf s tisíciletou historií. Také v Iráku bylo vybudováno několik přehradních hrází (Zummar, Samarra, El Kut). Protéká městy Diyarbakır (Turecko), Mosul, Bagdád, El Kut, Amara (Irák). Území mezi řekami Tigris a Eufrat bylo osídleno nejstaršími známými civilizacemi (Babylonie, Asýrie).

## Etymologie názvu
Původní sumerský název byl Idigna nebo Idigina, což by mohlo znamenat „hbitá řeka“ a ve srovnání s mnohem pomaleji tekoucím Eufratem by to i dávalo smysl.
V pahlaví znamená tigr „šíp“ (ve staré perštině tigra, v moderní têz znamená „ostrý“). Předpokládá se nicméně, že perský název řeky (stejně jako semitské názvy) byly pouhou zkomoleninou původního sumerského názvu. Tvar Tigris převzala z perštiny řečtina (Τίγρης) a přes ní většina ostatních jazyků.
| Jazyk            | Tigris                              |
| ---------------- | ----------------------------------- |
| Akkadština       | Idiqlat                             |
| Arabština        | دجلة (Diğlä)                        |
| Starořečtina     | ἡ Τίγρης (hē Tígrēs)                |
| Současná řečtina | ὁ Τίγρις/Τίγριος (o Tígris/Tigrios) |
| Hebrejština      | חידקל (Ḥîddeqel)                    |
| Kurdština        | Dîjle                               |
| Stará perština   | Tigrā-                              |
| Střední perština | Tigr                                |
| Moderní perština | دجله (Dijle)                        |
| Sumerština       | Idigna/Idigina                      |
| Syrština         | ܕܩܠܬ (Deqlaṯ)                       |
| Turečtina        | Dicle                               |